# Lago Großes
El lago Großes (en alemán: Großes Meer) es en realidad un humedal situado en el distrito rural de Aurich —muy cerca del mar del Norte—, en el estado de Baja Sajonia (Alemania), a una elevación de 1.4 metros bajo el nivel del mar; tiene un área de 289 hectáreas. 
Es una reserva natural llamada Südteil Großes Meer establecida en 1974, y está rodeada por 2500 hectáreas de área protegida.Está muy cercano a su vecino lago Kleines.